# Orós (ort)
Orós är en ort i Brasilien.   Den ligger i kommunen Orós och delstaten Ceará, i den östra delen av landet, 1 400 km nordost om huvudstaden Brasília. Orós ligger 193 meter över havet och antalet invånare är 16 328.
Terrängen runt Orós är huvudsakligen platt, men norrut är den kuperad. Närmaste större samhälle är Icó, 18,3 km söder om Orós.
Omgivningarna runt Orós är huvudsakligen savann. Runt Orós är det ganska glesbefolkat, med 47 invånare per kvadratkilometer.